# ارنو بروكارد
ارنو بروكارد (بالفرنسية: Arnaud Brocard)‏ هو لاعب كرة قدم فرنسي في مركز حراسة المرمى، ولد في 19 أغسطس 1986 في ديجون في فرنسا. لعب مع نادي باريس ونادي تروا ونادي فالينسيان ونادي لانس.

## وصلات خارجية
- ارنو بروكارد على موقع قاعدة بيانات كرة القدم.إي يو (الإنجليزية)